# Bamford
Bamford es una localidad situada en el condado de Derbyshire, en Inglaterra (Reino Unido). Tiene una población estimada, a mediados de 2019, de 776 habitantes.
Está ubicada al noroeste de la región Midlands del Este, cerca de la frontera con las regiones de Midlands del Oeste, Yorkshire y Humber y Nordeste de Inglaterra, y de los montes Peninos.